# NK Snježnik Gerovo
Nogometni klub "Snježmik" (NK "Snježnik"; Snježnik Gerovo; Snježnik ) je nogometni klub iz Gerova, Grad Čabar, Primorsko-goranska županija, Republika Hrvatska. 
 
U sezoni 2024./25. natječu se u "1. ŽNL Primorsko-goranskoj", ligi sedmog stupnja hrvatskog nogometnog prvenstva.

## Vanjske poveznice
- Nogometni Klub "Snježnik" Gerovo , Facebook stranica
- (engl.) sofascore.com, NK Snježnik Gerovo
- sportilus.com, NOGOMETNI KLUB SNJEŽNIK GEROVO